# Edwardsina reticulata
Edwardsina reticulata är en tvåvingeart som beskrevs av Peter Zwick 1977. Edwardsina reticulata ingår i släktet Edwardsina och familjen Blephariceridae. Inga underarter finns listade i Catalogue of Life.